# Igino Borin
Igino Borin (Masi, 8 dicembre 1890 – Venezia, 23 febbraio 1954) è stato un politico italiano, deputato per il Partito Comunista Italiano dal 1924 al 1926.

## Biografia
Nato a Masi l'8 dicembre 1890, Igino Borin si trasferì presto a Venezia, dove lavorò come operaio portuale e poi come cameriere.
Nel 1912 si iscrisse al Partito Socialista Italiano, in cui apparteneva alla corrente massimalista elezionista. nel 1915 venne internato come elemento pericoloso. Nel 1921 fu, al congresso di Livorno, tra i fondatori del Partito Comunista Italiano, diventandone il primo segretario a Venezia.
Imprigionato una prima volta dal fascismo nel 1923, alle elezioni del 1924 fu eletto deputato. Nella seduta del 9 novembre 1926, insieme ai deputati che avevano aderito alla secessione dell'Aventino e agli altri comunisti, fu dichiarato decaduto.
Arrestato e mandato inizialmente al confino a Favignana, fu condannato dal Tribunale speciale per la difesa dello Stato nello stesso processo di Antonio Gramsci a 17 anni di carcere; liberato per amnistia nel 1934 o nel 1935, fu riarrestato nel 1936 e confinato nuovamente a Ponza e Ventotene per cinque anni; liberato nel 1941, fu condannato di nuovo nello stesso anno ad altri cinque anni di confino.
Liberato nel luglio 1943, dall'autunno guidò un contingente partigiano nella zona di Campagna Lupia e Camponogara, per poi diventare commissario politico della Brigata Gramsci di Venezia, che era collegata alla Brigata Garibaldi "Padova".
Nell'immediato dopoguerra, fu deputato della Consulta Nazionale, e quindi vicepresidente della Deputazione provinciale di Venezia, consigliere comunale e provinciale sempre a Venezia.
Dopo una lunga malattia, morì a Venezia il 23 febbraio 1954.